# لیاقت الله بابکرخیل
لیاقت الله بابکرخیل (زاده ۱۳۵۵ ولسوالی باک خوست) سیاستمدار افغانستان و نماینده مردم ولایت خوست در دوره‌های پانزدهم و شانزدهم مجلس نمایندگان است. وی در مجلس شانزدهم نمایندگان افغانستان عضو کمیسیون مالی، بودجه، محاسبات عمومی و امور بانک‌ها می‌باشد.

## زندگی‌نامه
لیاقت الله بابکرخیل زاده ۱۳۵۵ از ولسوالی باک ولایت خوست می‌باشد. ایشان از دبیرستان ادیب در سال ۲۰۰۵ فارغ‌التحصیل شد؛ و پس از آن در سازمان‌های مردم نهاد مشغول به فعالیت بوده‌است.

## دیگر فعالیت‌ها
دیگر فعالیت‌های ایشان:
- فعالیت برای نهادهای مردم نهاد.
- معاون اتحادیه جوانان خوست.
- مدیر مؤسسه شیلتر.